# 京都市立教業小学校
京都市立教業小学校（きょうとしりつ きょうぎょうしょうがっこう）は京都市中京区にあった公立小学校。

## 概要
明治2年（1869年）に京都で設立された64の番組小学校の一つとして開校し、平成4年（1992年）に京都市立洛中小学校に統合され、閉校した。
校名は、平安京左京三条の坊名である教業坊にちなむ。

## 沿革
- 1869年（明治2年）- 姉西町北側に上京第二十三番組小学校として創設（開校日:明治2年10月26日（旧暦））[1][3]
- 1875年（明治8年）9月 - 校名を教業に改称[4]
- 1893年（明治25年） - 教業尋常小学校に改称[4]
- 1903年（明治35年） - 高等科を設置し、教業尋常高等小学校となる（高等科は1908年（明治41年）廃止）[4]
- 1941年（昭和16年）4月 - 国民学校令により、教業国民学校に改称[1][5]
- 1947年（昭和22年）4月- 学制改革により京都市立教業小学校となる[1]
- 1992年（平成4年）- 乾小学校と洛中小学校に統合され、閉校[3]

## 通学区域
教業小学校の通学区域は、元学区の教業学区に一致していた。

## 教業学区
教業学区（きょうぎょうがっく）は、京都市の学区（元学区）のひとつ。京都市中京区に位置する。明治初期に成立した地域区分である「番組」に起源を持ち、学区名の由来ともなる元教業小学校の通学区域と合致し、今でも地域自治の単位となる地域区分である。

### 教業学区の沿革
明治2年（1869年）の第二次町組改正により成立した上京第23番組に由来し、同年には、区域内に上京第23番組小学校が創立した。
上京第23番組は、明治5年（1872年）には上京第26区、明治12年（1879年）には区が組となり上京第26組となった。設置された上京第23番組小学校は、明治8年に校名を教業に改称した。
上京第26組は、学区制度により明治25年（1892年）には上京第21学区となった。
昭和4年（1929年）に、学区名が小学校名により改称され、上京区・下京区から、左京区・中京区・東山区が分区されると、上京第21学区から教業学区となり、中京区に属した。昭和17年（1942年）に京都市における学区制度は廃止されるが、現在も地域の名称、地域自治の単位として用いられている。

#### 教業学区の通学区域
教業学区の小学校の通学区域は、現在学区全域が京都市立洛中小学校となっている。

### 人口・世帯数
京都市内では、概ね元学区を単位として国勢統計区が設定されており、教業学区の区域に設定されている国勢統計区（中京区第1国勢統計区）における令和2年（2020年）10月の人口・世帯数は2,166人、1,292世帯である。

### 地理
中京区の中央部に位置する学区であり、東側は城巽学区と梅屋学区、南側は乾学区、西側は朱雀第二学区と朱雀第六学区、北側は二条城の北側で上京区の待賢学区に接する。区域は、概ね東は堀川通、西は神泉苑通、北は押小路通（学区に二条城を含める場合竹屋町通）、南は三条通であり、面積は0.415平方キロメートルである。

### 教業学区内の通り

#### 東西の通り
- 竹屋町通
- 押小路通
- 御池通
- 姉小路通
- 三条通

#### 南北の通り
- 堀川通
- 猪熊通
- 黒門通
- 大宮通
- 神泉苑通

### 教業学区の町名
- 上巴町
- 上八文字町
- 最上町
- 三坊猪熊町北組
- 三坊猪熊町南組
- 姉猪熊町
- 織物屋町
- 大文字町
- 上一文字町
- 市之町
- 三坊大宮町
- 姉大宮町東側
- 姉大宮町西側
- 神泉苑町
- 瓦師町
- 池元町
- 俵屋町
- 門前町
- 樽屋町
- 倉本町
- 姉西町
- 二条城町
- 西三坊堀川町
- 姉西堀川町

## 周辺
- 二条城
- 神泉苑
- 二条陣屋